# Theloderma stellatum
Theloderma stellatum е вид земноводно от семейство Rhacophoridae. Видът е почти застрашен от изчезване.

## Разпространение
Разпространен е във Виетнам и Тайланд.